# Famille Destailleur
 (janvier 2012).
Si vous disposez d'ouvrages ou d'articles de référence ou si vous connaissez des sites web de qualité traitant du thème abordé ici, merci de compléter l'article en donnant les références utiles à sa vérifiabilité et en les liant à la section « Notes et références ».

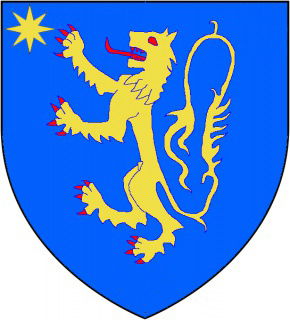
Blason de la famille Destailleur tel que décrit par L.-E. de La Gorgue-Rosny dans État ancien du Boulonnais, 1873.

La famille Destailleur est une famille française dont les origines remontent au XVIe siècle en Picardie. Une branche s'est installée en Île-de-France au XVIIe siècle dont plusieurs membres se sont illustrés depuis le XVIIIe siècle dans les domaines de l'art et de l'architecture.

## Personnalités
- François-Hippolyte Destailleur (1787-1852) : architecte. Par sa mère il descend de la famille Sandrié, célèbre dynastie d'architectes et d'entrepreneurs du Roi et du duc d'Orléans qui posséda notamment l'Hôtel d'Aumont à Paris. Il édifia entre autres le Ministère des Finances qui se tenait avant la Commune rue de Rivoli, l'Hospice Saint-Michel à Saint-Mandé, le château de Divonne. Il restaura de nombreux châteaux et hôtels particuliers[1].
- Adrien Destailleur (1788-1867), frère du précédent. Homme de lettres. Adrien Destailleur a publié en 1854 chez Paul Jannet Les caractères de Théophraste traduits du grec et la nouvelle édition des Caractères ou mœurs de ce siècle par La Bruyère.
- Emma Leroux de Lincy (1807-1879), née Emma Gabrielle Marie Destailleur, fille de François-Hippolyte Destailleur; artiste peintre, élève de Louis Hersent et de Louise Hersent, elle expose au Salon de 1839 à 1853; elle épouse en 1830 Antoine Le Roux de Lincy
- Hélène Charlotte Juliette Destailleur[2] épouse de Bourge (1812-1892) : peintre miniaturiste. Fille de François-Hippolyte Destailleur. Élève de Hersent et Saint-Elle, elle exposa au Salon de 1835 à 1867, recevant une médaille de 3e classe en 1839 et une de seconde classe en 1842. Elle avait épousé en 1833 Jean-Louis Romain de Bourge, architecte, dont le père Auguste de Bourge était directeur des Ponts et Chaussées et le grand père, Antoine Joseph de Bourge grand Prix d'Architecture. La tante de Romain de Bourge, Sophie, avait épousé l'architecte Antoine-François Peyre, dit Peyre Le Jeune.
- Henri Prosper Alfred Destailleur (1816-1901) : fils de François-Hippolyte Destailleur. Peintre. Élève de L. Cogniet et de Signol. De 1857 à 1859 il habite New York où il expose à la National Academy of Design. Sous le pseudonyme d’Henri Prosper, il exposa au Salon de 1863 puis, à partir de 1866, sous le nom de Destailleur. En 1867, il est nommé Conservateur du Musée de Chalon-sur-Saône et dirigeait les écoles communales de dessin.
- Hippolyte Destailleur (1822-1893) : architecte et collectionneur. Fils de François-Hippolyte Destailleur. Il est considéré comme l'un des plus grands collectionneurs de dessins et l'un des principaux bibliophiles de son temps. Ses collections et sa bibliothèque furent en partie vendues à la Bibliothèque nationale de France et en ventes aux enchères. En tant qu'architecte, il édifia entre autres le château de Waddesdon pour le baron Ferdinand de Rothschild, la Chapelle de Jésus-Enfant à Paris, l'Abbaye Saint-Michel à Farnborough pour l'Impératrice Eugénie[3], le château de Franconville pour le duc de Massa [4]. Il restaura par ailleurs de nombreux édifices dont le Château de Vaux-le-Vicomte pour l'industriel Alfred Sommier ou le Château de Courances pour la famille de Ganay[5].
- Walter-André Destailleur puis d'Estailleur (1867-1940) : architecte. Fils cadet d'Hippolyte Destailleur, Walter-André le seconda plusieurs années avant de lui succéder à sa mort en 1893. Il édifia notamment le Château de Trévarez, restaura celui de Champs-sur-Marne et fut chargé de la restauration et de la transformation de l'Hôtel de Crillon[6].
- Philippe d'Estailleur-Chanteraine (1894-1965) : aviateur et homme de lettres. Fils de Walter-André d'Estailleur, Philippe d'Estailleur dit d'Estailleur-Chanteraine effectua de nombreux périples en avion dont en 1931 un tour de l'Afrique. De 1934 à 1940 il est Vice-Président de la Fédération Aéronautique de France. Il crée et dirige La Nouvelle Revue Nationale. Sous le pseudonyme d'Estailleur-Chanteraine, il publia de nombreux ouvrages[7].